# IFocus
iFocus Sweden AB är ett svenskt filmproduktionsbolag som gör film, TV-reklam och anordnar utbildningsverksamhet för ungdomar.
Företaget bildades 2005, har sitt huvudkontor i Främmestad och producerar film i Västsverige. iFocus har sedan starten producerat ett flertal långfilmer, däribland Jag och Johan (2005) och utbildningsfilmen Älska mig (2008), på temat mobbning. Ett drygt år efter premiären av Älska mig hade den setts artonde svensk högstadieelev. VD för bolaget är regissören Ronnie Brolin. iFocus  långfilm Svart Kung som ingick i ungdomsprojektet Den onda ringen hade premiär i mars 2014.